# Faculté de médecine de l'université de Belgrade
La faculté de médecine de l'université de Belgrade (en serbe cyrillique : Медицински факултет Универзитета у Београду ; en serbe latin : Medicinski fakultet Univerziteta u Beogradu) est l'une des 31 facultés de l'université de Belgrade, la capitale de la Serbie. Elle a été fondée en 1920. En 2024, son doyen est le professeur Tatjana Simic .

## Histoire

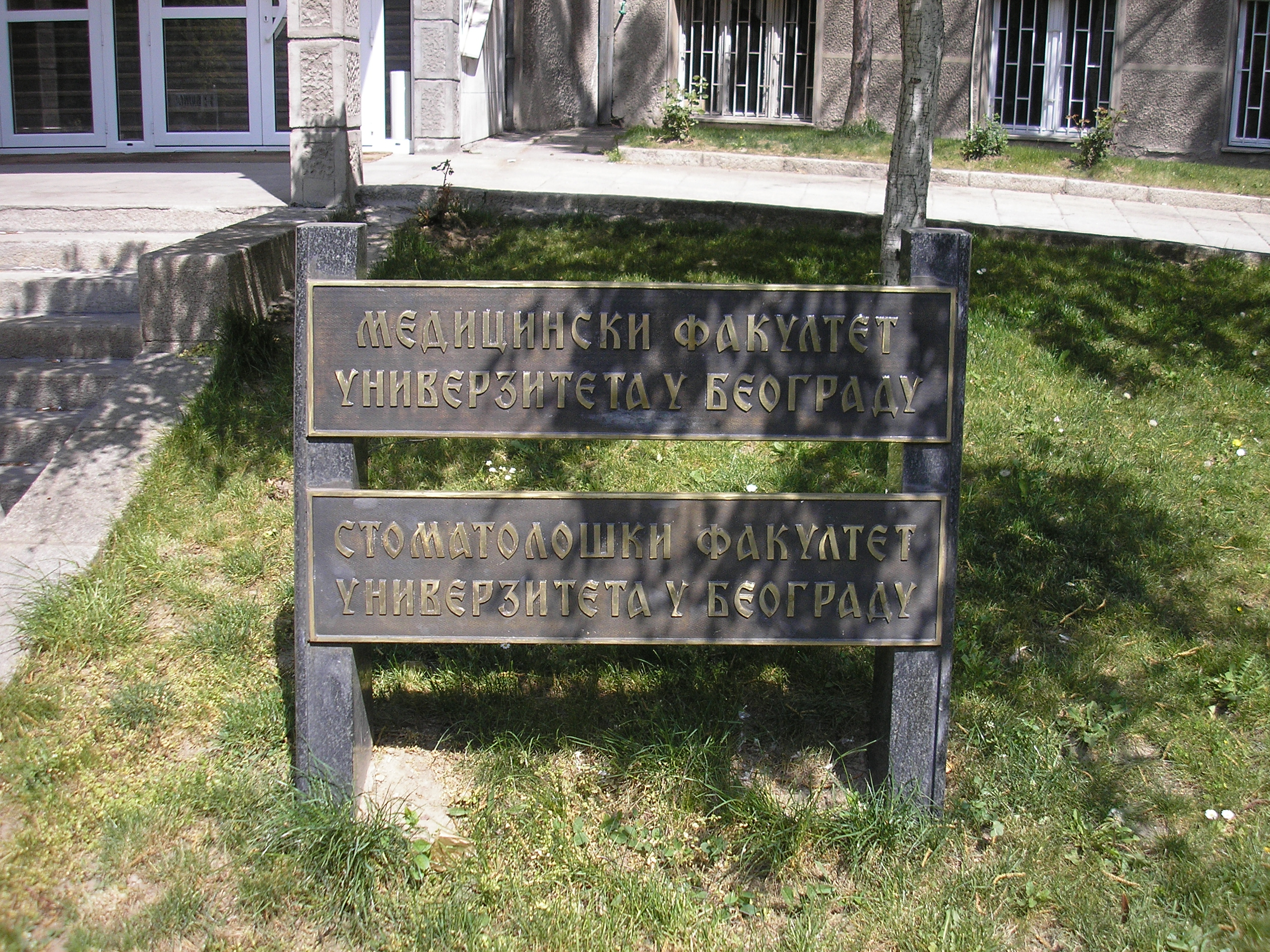
Panneau à l'entrée de la faculté de stomatologie.

## Organisation
La faculté est divisée en 82 départements, dont 32 de médecine générale et 50 de médecine spécialisée.
Médecine générale
- Département d'anatomie ;
- Département de biophysique médicale ;
- Département de gynécologie et d'obstétrique ;
- Département de dermatologie et de vénérologie ;
- Département d'épidémiologie ;
- Département de médecine interne ;
- Département des maladies infectieuses ;
- Département de médecine du travail ;
- Département de biochimie médicale et clinique ;
- Département de statistique médicale et d'informatique ;
- Département de physiologie ;
- Département de microbiologie ;
- Département d'immunologie ;
- Département de neurologie ;
- Département de médecine nucléaire ;
- Département des sciences humaines ;
- Département d'oto-rhino-laryngologie et de chirurgie maxillo-faciale ;
- Département d'ophtalmologie ;
- Département de pathologie ;
- Département de physiopathologie ;
- Département de pédiatrie ;
- Département de psychiatrie ;
- Département de radiologie ;
- Département de médecine sociale ;
- Département de médecine légale ;
- Département de pharmacologie, de pharmacologie clinique et de toxicologie ;
- Département de médecine physique et de réadaptation ;
- Département de chimie médicale ;
- Département d'hygiène et d'écologie médicale ;
- Département de chirurgie et anesthésie ;
- Département d'histologie et d'embryologie ;
- Département de génétique humaine.

Médecine spécialisée
| - Médecine interne - Infectiologie - Pédiatrie - Pneumologie - Neurologie - Psychiatrie - Neurologie pédiatrique - Psychiatrie pédiatrique - Chirurgie générale - Chirurgie pédiatrique - Neurochirurgie - Anesthésiologie - Urologie - Orthopédie - Chirurgie plastique - Chirurgie maxillo-faciale - Gynécologie et obstétrique | - Oto-rhino-laryngologie - Ophtalmologie - Dermatologie et vénérologie - Médecine physique - Radiologie - Chirurgie thoracique - Médecine nucléaire - Anatomo-pathologie - Médecine légale - Hygiène - Épidémiologie - Microbiologie - Médecine sociale - Médecine du travail - Médecine générale - Physiologie clinique - Médecine sportive | - Transfusologie - Biochimie clinique - Pharmacologie clinique - Immunologie - Médecine d'urgence - Médecine statistique et informatique - Psychologie médicale - Génétique médicale - Économie de la santé - Réadaptation médicale de l'ouïe et de la parole - Défectologie médicale - Toxicologie - Physique nucléaire médicale - Droit médical - Statistiques et informatiques de la santé - Médecine de laboratoire |

Instituts
La Faculté de médecine dispose de 16 instituts :
- l'Institut d'anatomie Niko Miljanić ;
- l'Institut de biophysique médicale ;
- l'Institut d'épidémiologie ;
- l'Institut de pharmacologie, de pharmacologique clinique et de toxicologie ;
- l'Institut de chimie médicale ;
- l'Institut d'hygiène et d'écologie médicale ;
- l'Institut d'histologie et d'embryologie Aleksandar Đ Kostić ;
- l'Institut de génétique humaine ;
- l'Institut de physiologie médical Rihard Burijan ;
- l'Institut de biochimie médicale et clinique ;
- l'Institut de statistique médicale et d'informatique ;
- l'Institut de pathologie ;
- l'Institut de physiologie pathologique ;
- l'Institut de médecine sociale ;
- l'Institut de médecine légale Milovan Milovanović ;
- l'Institut de microbiologie et d'immunologie.

## Personnalités
Parmi les anciens étudiants célèbres de la faculté, on peut citer : Svetlana Broz, Bujar Bukoshi, Živojin Bumbaširević, Bogdan Đuričić, Oliver Dulić, Vladimir S. Kostić, Nebojša Krstić, Ljubisav Rakić, Tomica Milosavljević, Miomir Mugoša, Okwesilieze Nwodo, Slobodan Obradov, Miodrag Pavlović, Milan N. Popović, Pasko Rakic, Nevenka Tadić, Miodrag Radulovacki et Slobodan Uzelac.